# فرودگاه یاروسلاول لوتسوو
فرودگاه یاروسلاول لوتسوو (به انگلیسی: Yaroslavl Levtsovo)  یک فرودگاه نظامی   است . این فرودگاه در شهر  یاروسلاول کشور روسیه قرار دارد و در ارتفاع ۱۰۱ متری از سطح دریا واقع شده است.